# Saint-Martin-de-Queyrières
Saint-Martin-de-Queyrières è un comune francese di 1 125 abitanti situato nel dipartimento delle Alte Alpi della regione della Provenza-Alpi-Costa Azzurra.

## Società

### Evoluzione demografica
Abitanti censiti